# Barsac (Drôme)
Barsac é uma comuna francesa na região administrativa de Auvérnia-Ródano-Alpes, no departamento de Drôme. Estende-se por uma área de 15,58 km². Em 2010 a comuna tinha 141 habitantes (densidade: 9,1 hab./km²).